# Broaște... destule
Broaște... destule este o schță scrisă de Ion Luca Caragiale.